# Републикански път III-2902
Републикански път IIІ-2902 е третокласен път, част от Републиканската пътна мрежа на България, преминаващ изцяло по територията на Варненска област. Дължината му е 14,1 km.
Пътят се отклонява надясно при 8,8 km на Републикански път II-29 на северозапад от град Аксаково, на билото на Франгенското плато и се насочва на изток по платото. Минава през северната част на село Куманово и северозападно от село Кичево се свързва с Републикански път III-902 при неговия 16,8 km.
| Пътища, отклоняващи се надясно (населено място, № на пътя, посока на пътя) | km   | Пътища, отклоняващи се наляво (посока на пътя, № на пътя, населено място) |
| -------------------------------------------------------------------------- | ---- | ------------------------------------------------------------------------- |
| Община Аксаково II-29, 8,8 km →                                            | 0,0  | → 8,8 km, II-29, Община Аксаково                                          |
| (за гр. Варна) общински път ←                                              | 5,9  | → общински път (за селата Въглен и Яребична)                              |
| (за гр. Варна) общински път ←                                              | 7,8  | → общински път (за с. Долище)                                             |
| (за с. Каменар) общински път ←                                             | 10   | → общински път (за с. Орешак)                                             |
| (за с. Каменар) общински път, с. Куманово ←                                | 12,2 | с. Куманово                                                               |
| (до гр. Варна) III-902, 16,8 km ←                                          | 14,1 | ← 16,8 km, III-902 (от 74,5 km на I-9)                                    |